# India en los Juegos Paralímpicos de Londres 2012
India estuvo representada en los Juegos Paralímpicos de Londres 2012 por diez deportistas masculinos.

## Medallistas
El equipo paralímpico indio obtuvo las siguientes medallas:
| Nombre                | Deporte   | Evento                        |
| --------------------- | --------- | ----------------------------- |
| Oro                   |           |                               |
| —                     |           |                               |
| Plata                 |           |                               |
| Girisha Nagarajegowda | Atletismo | Salto de altura F42 masculino |
| Bronce                |           |                               |
| —                     |           |                               |